# Peter Högl
Peter Högl (Dingolfing, 19 agosto 1897 – Berlino, 2 maggio 1945) è stato un militare e poliziotto tedesco ed una delle guardie del corpo di Hitler. Trascorse gli ultimi giorni della seconda guerra mondiale nel Führerbunker a Berlino. Morì a causa delle ferite riportate nel tentativo di attraversare il Weidendammer Brücke sotto il fuoco dell'Armata Rossa.

## Biografia

### Primi anni e carriera iniziale
Högl nacque nelle vicinanze di Dingolfing in Baviera, il 19 agosto 1897. Dopo aver lasciato la scuola, iniziò a lavorare come mugnaio a Landshut. Lasciò tale mansione nel 1916 quando si arruolò nel 16. Bayerische Infanterie-Regiment. Successivamente prestò servizio attivo durante la prima guerra mondiale e raggiunse il grado di Unteroffizier. Lasciò l'esercito nel 1919 e si arruolò nella polizia bavarese, trasferendosi nella polizia criminale nel 1932.

### Carriera nella Germania nazista
Si arruolò nelle SS (con il nº 249.998) e divenne un membro dell'unità di scorta di Hitler nel 1933, ottenendo il grado di SS-Obersturmführer nel 1934. Dall'aprile 1935 divenne il vice di Johann Rattenhuber nel Reichssicherheitsdienst (servizio di sicurezza del Reich, RSD), e successivamente fu nominato capo del primo dipartimento dell'RSD (responsabile della protezione personale di Hitler su base giornalier durante la guerra). Da questa posizione fu assegnato a Obersalzberg, Monaco di Baviera e Berlino. Dal novembre 1944 in poi, fu assegnato a Berlino e mantenne il titolo di direttore criminale. Dagli inizi del gennaio 1945, Högl trascorse le sue giornate nel Führerbunker, al di sotto del giardino della Cancelleria del Reich nel distretto centrale di Berlino. Nell'aprile 1945, durante la battaglia di Berlino divenne de facto l'ultimo dei quartieri generali del Führer.

### Cattura di Hermann Fegelein
Il 27 aprile 1945, Högl fu mandato fuori dalla Cancelleria per trovare l'ufficiale di collegamento di Heinrich Himmler, l'SS-Gruppenführer eGeneralleutnant delle Waffen-SS Hermann Fegelein, il quale aveva abbandonato il suo posto nel Führerbunker. Fegelein fu catturato da una squadra dell'RSD nel suo appartamento di Berlino, mentre indossava abiti civili e nel bel mezzo dei preparativi per scappare in Svezia o Svizzera. Portava con sé denaro (sia banconote tedesche che straniere) e diversi gioielli, alcuni dei quali appartenevano ad Eva Braun. Fegelein era ubriaco quando fu arrestato da Högl e fu portato indietro nel Führerbunker dove fu poi messo in una cella improvvisata. La sera seguente, Hitler fu informato dalle trasmissioni della BBC di una notizia di Reuters secondo cui Himmler stava cercando di negoziare con gli Alleati occidentali tramite il conte Folke Bernadotte di Svezia. Hitler in un impeto di rabbia, ordinò l'arresto di Himmler. In seguito, Hitler ordinò di costituire un tribunale militare che condannasse Fegelein. Il generale delle Waffen-SS Wilhelm Mohnke presiedeva il tribunale che includeva i generali Rattenhuber, Hans Krebs e Wilhelm Burgdorf. Sebbene Fegelein fosse certamente colpevole di flagranza di diserzione, Mohnke persuase i giudici affinché chiudessero il processo e lasciò l'accusato al generale Rattenhuber ed alla sua squadra di sicurezza. Mohnke non rivide mai più Fegelein.

### Morte
Dopo la morte di Hitler il 30 aprile, Högl, Ewald Lindloff, Hans Reisser, e Heinz Linge portarono il suo corpo su per le scale d'emergenza del bunker, fino al giardino della Cancelleria del Reich. Lì, Högl e gli altri assistettero alla cremazione dei corpi di Hitler ed Eva Braun. La notte del 1º maggio, Högl raggiunse Rattenhuber per cercare di scappare dall'accerchiamento sovietico. Dopo la mezzanotte, Högl fu ferito alla testa cercando di attraversare il Weidendammer Brücke e morì per le ferite riportate.